# キ77 (航空機)
キ77（A-26）
立川飛行場でアメリカ軍のテストを受けるキ77
- 用途：連絡機・記録機
- 設計者：立川飛行機・東大航空研究所
- 製造者：立川飛行機
- 運用者： 日本（大日本帝国陸軍）
- 初飛行：1942年11月18日
- 生産数：2機
- 生産開始：1942年
- 運用開始：1942年
- 退役：1945年
- 運用状況：退役

キ77は、日本陸軍と朝日新聞社が開発費を分担して、立川飛行機と東大航空研究所が開発・設計を担当し2機のみ製作された長距離飛行のための双発研究試作機。通称A-26の「A」は朝日の頭文字、「26」は皇紀2600年の26。
1号機は1944年に新京飛行場（現 長春）を基点とする周回世界記録（未公認）を樹立したが、2号機は1943年にドイツへの連絡飛行中にシンガポールの空港を飛び立った後、インド洋上で消息不明となっている。

## 開発の経緯
朝日新聞社は、1940年（昭和15年）の皇紀2600年を記念し、東京 - ニューヨークの親善飛行を企画。東大航空研究所へ開発を依頼した。飛行計画のメンバーには神風号に搭乗した飯沼正明と塚越賢爾も加わっていた。いったんは日米関係悪化により開発中止となったが、類いまれな長距離飛行性能（アメリカ本土まで飛行可能）に注目した軍部の指示により開発が再開された。これは、日本陸軍が計画していた長距離戦略爆撃機キ74の開発のためであり、主翼、尾翼など胴体を除く主要部品はそのまま転用できるように設計されていた。1942年（昭和17年）に2機が完成。11月18日に、釜田善治郎・長友重光両テストパイロットによって初飛行に成功した。
航研機開発の際のプロジェクト管理の失敗（研究者によるプロジェクト管理や工法を考えた詳細部の設計は無理があった）、スピードが遅すぎたなどの反省から現実的・実用的機体とするべく航空機メーカー主導による開発となった。メーカー選定にあたっては他のメーカーに比べて余力のあった立川が選定された。陸軍の試験場にも近かったことも理由の一つと思われる。

## 設計
新技術として、胴体は与圧式を取り入れる予定であったが、技術的に難題が多く断念された。機体は100式司偵などのような流線型の美しい形状をしている。運動性能を損なうことなく、直進性能を上げるために付けられたドーサルフィンが胴体から垂直尾翼のラインをきれいに見せている。
主翼は国産初のインテグラルタンクを採用。工法開発のため、戦争のさなか、第一翼組立課のメンバーは三菱の大江（名古屋）で一式陸攻の組立を調査・研究し立川に戻った。しかし、1号機は燃料漏れが止まらず約250kgにおよぶ補修剤が使用された。2号機ではこの点を踏まえ、一度に重ねる外板の枚数やシールの仕方など工法を大幅に見直し燃料漏れはほぼ治まった。この工法を考え出したのは元建具職人であった。難題の主翼の製造には約460人が投入されていた。
エンジンは新規開発の余地はなく、減速比変更のみで中島製のハ一一五（海軍名称「栄」）系エンジンが使用された。エンジンナセルの形状が小さ過ぎてエンジンの冷却が困難となり、点火栓コードの焼損に悩まされ1号機は記録飛行前にオイルクーラーなどの改修を受けている。

## 長距離飛行
1943年（昭和18年）、第二次世界大戦中で海上交通が遮断状態にあるドイツへの戦時連絡飛行（セ号飛行）に、キ77が用いられることになった。このとき2号機が選ばれたのは1号機よりも出来が良いとされたためであった。このドイツへの飛行では日本とは中立関係にあったソ連を刺激しないために、昭南(シンガポール)経由の南方迂回航路をとることが決まった。6月30日、長友飛行士ら5名の朝日新聞航空部クルーと陸軍将校3人を乗せた2号機は福生飛行場を離陸、7月7日に中継地の昭南から一路ドイツ領を目指したが、途中で消息不明となってしまった。連合軍による撃墜記録も無いため、消息不明の原因は全くわかっていない。中継地から離陸する映像が残っている。
1号機は、1944年（昭和19年）7月2日、小俣寿雄機長、田中久義操縦士 以下計6名搭乗により、新京 - ハルビン - 白城子の三角コースを、57時間12分で16,435km飛行し、周回航続距離の世界記録並びに速度国際記録を達成している。ただし、戦時下の事であったため、国際航空連盟（FAI）未公認の記録となった。

## その後

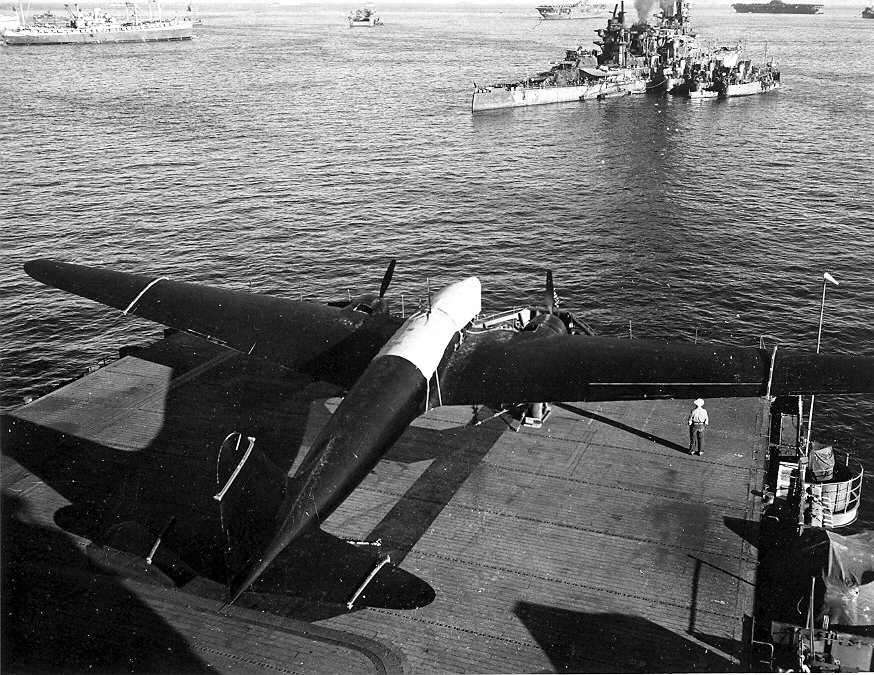
護衛空母ボーグに載せられているキ77。右上に戦艦長門が見える。

終戦時には甲府飛行場に放置されていて、とても飛べるような状態ではなかったが、アメリカ軍の命令により修理をして追浜から空母に載せられた。修理・整備を担当したのは後のプリンス自動車、田中次郎技師。輸送時は外山保技師がその任にあたった（富士山をバックに飛んでいる有名な写真はこの時、外山技師が随伴機から撮影したもの）。公文書によれば機体（1号機）は輸送時の嵐により損傷。1946年頃に同時に送られたキ74と共にペンシルバニア州の海軍基地に大破した状態で運び込まれた。1949年頃スクラップ。
1号機は記録飛行前にもしばらく放置されていたことがあり、2度にわたる修理を受けたことになる。
また、第一翼組立課は終戦まで引き続いてキ36、キ74、キ106などを製造し、終戦をもって解散となった。多くの職人は戦後、もとの大工や建具職、家具職人に戻った。現在、国立科学博物館や千葉県の航空科学博物館に資料が残っており、木村秀政教授の設計資料をもとに書かれた『悲劇の翼A-26』（福本和也著）という本がある。また、第一翼組立課に所属していた、とある家には当時の主翼の工程図（桁、リブの配置や主脚構造の配置の図もある）などが残っている。

## 諸元
| 通称         | A-26                                        |
| ------------ | ------------------------------------------- |
| 試作名称     | キ77                                        |
| 乗員         | 6名                                         |
| 全幅         | 29.43m                                      |
| 全長         | 15.30m                                      |
| 全高         | 3.85m                                       |
| 主翼面積     | 79.56m2                                     |
| 自重         | 7,237kg                                     |
| 全備重量     | 16,725kg                                    |
| 発動機       | 空冷複列14気筒 ハ一一五特(離昇1,090馬力)2基 |
| プロペラ直径 | 3.80m                                       |
| 最高速度     | 440km/h（高度4,600m）                       |
| 上昇力       | 6,000m/24分00秒                             |
| 航続距離     | 18,000km(300km/hで滞空55時間)               |

## 登場作品
- ジパング（かわぐちかいじ）
- 深海の使者（吉村昭）
- カフカズに星墜ちて（保田良雄）
- 悲劇の翼A‐26（福本和也）
- 新世界遊撃隊（矢野徹）